# Philippe Pottier
Philippe Pottier (Monthey, 9 luglio 1938 – 22 settembre 1985) è stato un calciatore svizzero, di ruolo centrocampista.

## Carriera
Vinse per 2 volte il campionato svizzero con il La Chaux-de-Fonds (1957, 1961) e per una volta con il Servette (1971).

## Palmarès

### Club

#### Competizioni nazionali
- Coppa Svizzera: 3

La Chaux-de-Fonds: 1956-1957, 1960-1961
Servette: 1970-1971